# Vice (revistă)
Vice este o revistă canadian-americană axată pe stilul de viață, artele, cultura și știrile politice. Fondată în 1994 la Montreal ca o revistă punk alternativă, fondatorii au lansat ulterior compania de media pentru tineri Vice Media, care constă din divizii, inclusiv revista tipărită, precum și un site web, unitatea de știri difuzate, o companie de producție de film, o casă de discuri și o amprentă de publicare. Începând din februarie 2018, redactor-șef al revistei este Ellis Jones.